# جان مانس
جان مانس (Jeanne Mance، 12 نوفمبر 1606 – 18 يونيو 1673) ممرضة فرنسية ومستوطنة في فرنسا الجديدة. وصلت إلى فرنسا الجيدية بعد عامين من قدوم الراهبات الأورسليات إلى كيبيك. كانت من مؤسسي مدينة مونتريال في عام 1642، وأنشأت أول مستشفى فيها اسمه «أوتيل ديو دي مونتريال» (Hôtel-Dieu de Montréal) في عام 1645. عادت مرتين إلى فرنسا للحصول على دعم مالي للمستشفى. بعد تقديم الرعاية المباشرة لعدة سنوات، استقطبت ثلاث راهبات من رهبنة اسبتارية القديس يوسف في 1657 واستمرت في إدارة المستشفى.

## أصول
ولدت جان مانس في أسرة برجوازية في لانغر في أوت مارن في فرنسا. كانت ابنة كاثرين إيمونو وشارل مانس، المدعي العام للملك في لانغر، التي كانت أبرشية مهمة في شمال بورغندي. بعد وفاة والدتها المبكرة، رعت جان أشقاءها الأحد عشر. ثم ذهبت لرعاية ضحايا حرب الثلاثين عاما والطاعون.

## مهنتها
في سن 34، بينما كانت في رحلة حج إلى تروا في مقاطعة شمبانيا، اكتشفت مانس رسالتها. قررت أن تذهب إلى فرنسا الجديدة في أمريكا الشمالية التي كانت في المراحل الأولى من الاستعمار من قبل الفرنسيين. دعمتها آن من النمسا زوجة الملك لويس الثالث عشر، كما دعمها اليسوعيون.
كانت مانس عضوا في جمعية سيدة مونتريال التي كان هدفها هو تحويل السكان الأصليين إلى الكاثوليكية وإيجاد مستشفى في مونتريال على غرار الذي في مدينة كيبيك.

## تأسيس مونتريال ومستشفى هوتيل ديو
استقدم شارل لالمان جان مانس إلى جمعية سيدة مونتريال. أبحرت مانس من لاروشيل في 9 مايو 1641 في رحلة عبر المحيط الأطلسي استغرقت ثلاثة أشهر. بعد قضاء فصل الشتاء في كيبيك، وصلت مع بول شوميدي دي ميزوننيف إلى جزيرة مونتريال في ربيع عام 1642. أسسا المدينة الجديدة في 17 مايو 1642 على أراض ممنوحة من قبل الحاكم. في نفس العام، بدأت مانس بتشغيل مستشفى في منزلها.
 أدارت عمليات المستشفى لمدة 17 عاما. بني مبنى حجري جديد للمستشفى في 1688، كما بني غيره لاحقا.

## السنوات اللاحقة
في 1650، زارت مانس فرنسا وعاد مع 22,000 ليرة من الأموال التي كانت قد خصصتها السيدة دي بويون للمستشفى. عند عودتها إلى مونتريال، استشعرت تهديدا للمستعمرة من قبل هجمات الإيروكوا. أقرضت الأموال المخصصة للمستشفى إلى السيد دي ميزوننيف، الذي بدوره عاد إلى فرنسا لتنظيم قوة قوامها مائة رجل لحماية المستعمرة.
بمساعدة من الراهبات الجديدات، استطاعت مانس ضمان استمرار عمليات المستشفى، وعاشت بهدوء أكثر لبقية حياتها.
توفيت في 1673 بعد صراع طويل مع المرض ودفنت في كنيسة مستشفى هوتيل ديو. هدمت الكنيسة ومنزلها في عام 1696 من إجل إعادة التطوير، إلا أن عملها استمر من قبل رهبنة الاسبتارية القديس يوسف. عملت الراهبات الثلاثة التي جندتهم في 1659 في إدارة المستشفى. بعد مرور قرنين من الزمان، وتحديدا في عام 1861، تم نقل المستشفى إلى سفح جبل رويال.

## إرثها
- تمثال صغير (2008) لجان مانس من قبل أندريه غوتييه، كلف من قبل رابطة الممرضات الكندية لجائزة التميز في التمريض النصف سنوية.
- شارع جان مانس، تمت تسمية شارع في مونتريال باتجاه شمال-جنوب شارع باسم مانس.
- حديقة جان مانس تقع في شارع بارك، مقابل جبل رويال، جنوب شارع جبل رويال، وسميت على اسم مانس.
- مبنى جان مانس المبنى الذي يقع على درب إلغنتين ومراعي تاني في أوتاوا، أونتاريو كندا. هو الآن برج مكاتب تابع للحكومة الاتحادية يستخدم حاليا من قبل وزارة الصحة الكندية.
- قاعة جان مانس هي قاعة نوم في حرم جامعة فيرمونت. وتقع مقابل المركز الصحي للطلاب.

## معرض

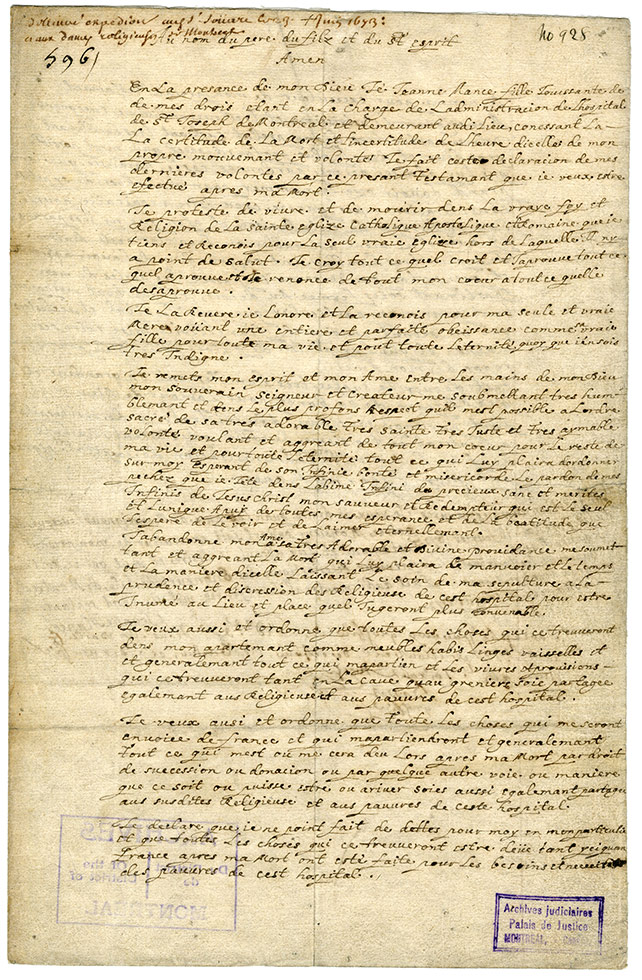
العهد, recto
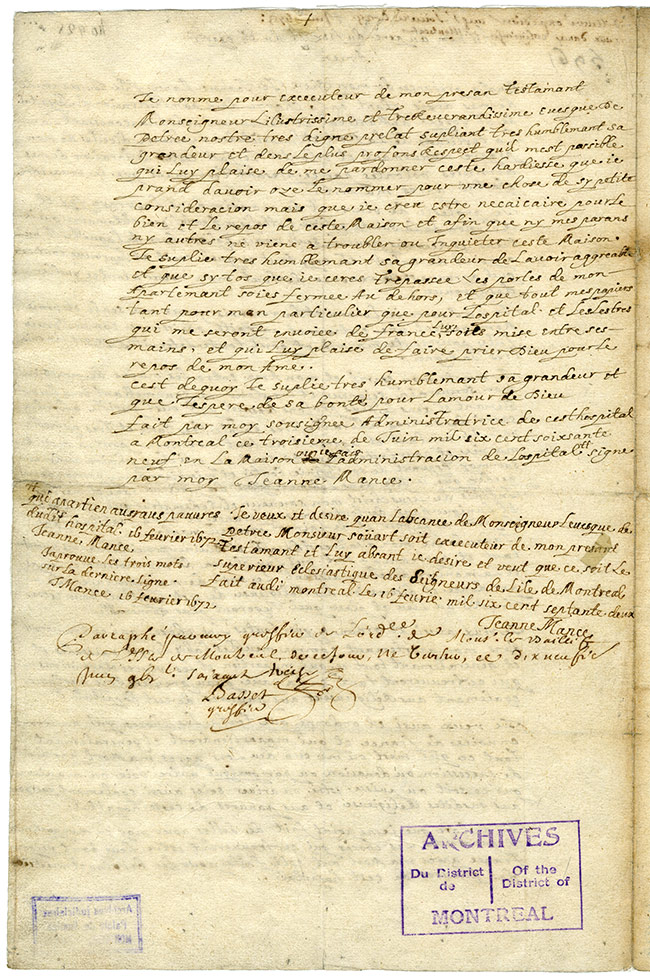
العهد, verso
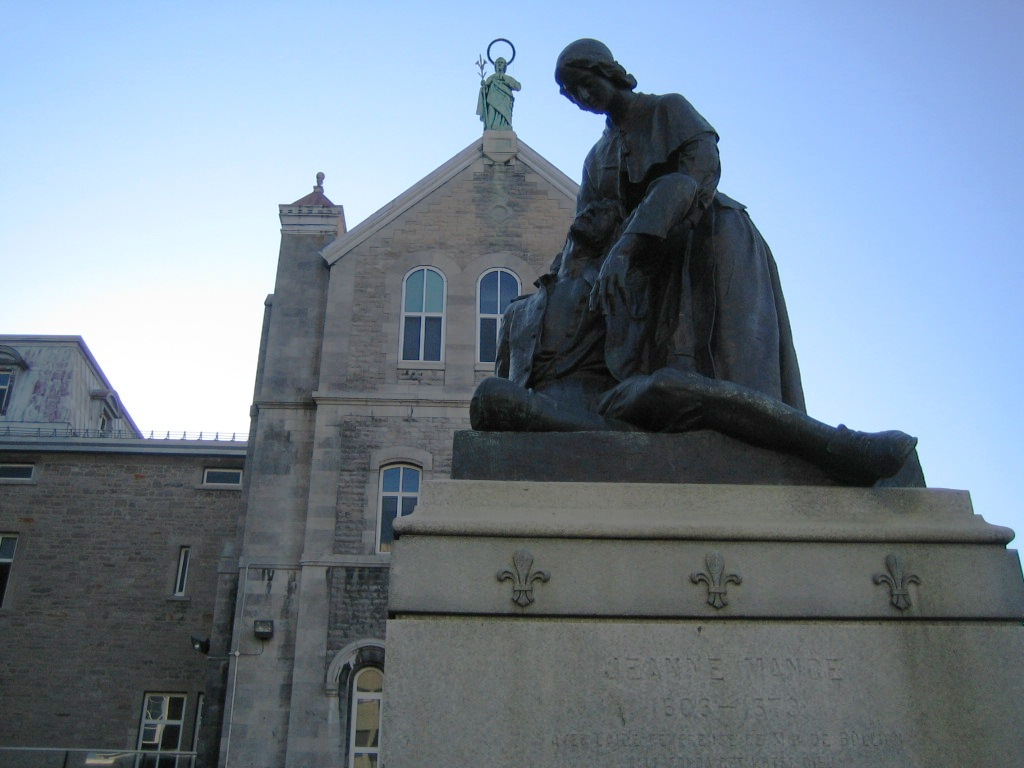
جين مانس النصب
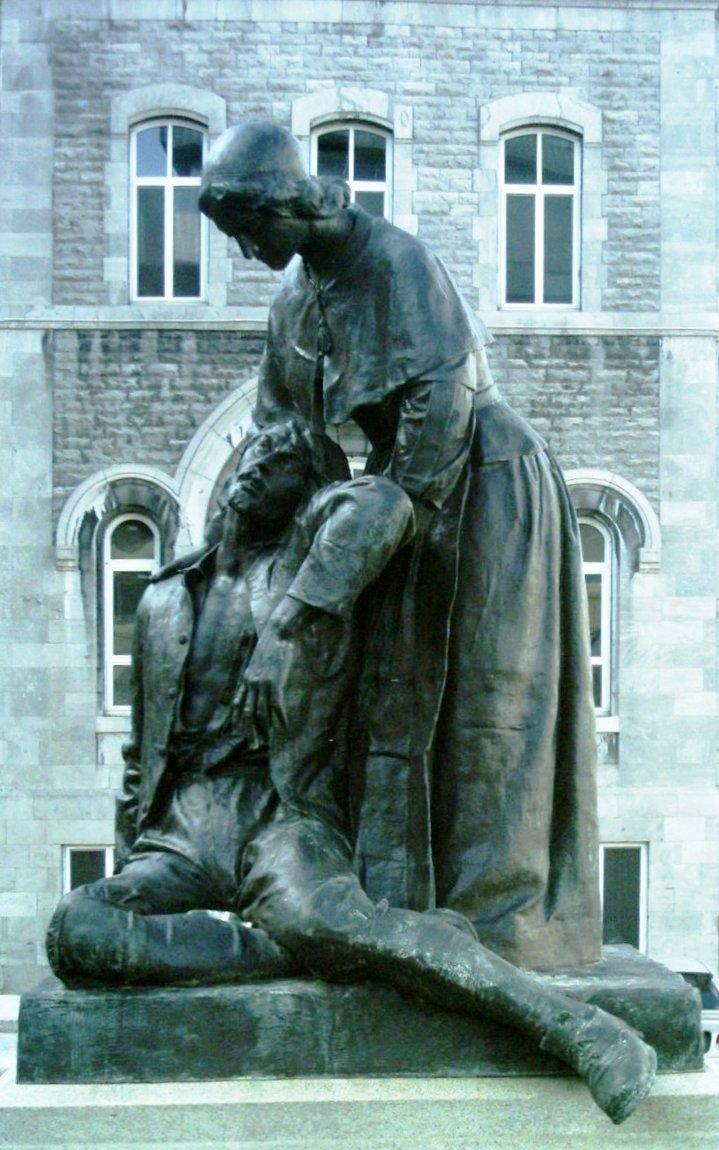
لها تمثال في أوتيل ديو دي مونتريال

## المزيد من القراءة
- جوانا إيمري «ملاك مستعمرة» القندس (أغسطس/سبتمبر 2006) 86#4 ص 37-41. على الإنترنت
- أختي اليزابيث ماكفيرسون. جين مانس: المرأة الأسطورة والمجد (برونسون وكالة، تورونتو، 1985)

## وصلات خارجية
- السيرة الذاتية في قاموس الكندية السيرة الذاتية على الإنترنت
- جين مانس (1606-1673): الممرضة: وضع أول ممرضة في أمريكا الشمالية
- «مانس, جين». الدولية الجديدة الموسوعة. 1905.